# フィンランドの経済
フィンランドの経済では、フィンランドの経済について説明する。
フィンランドは高度に工業化された混合経済で、一人当たり生産額は西欧並みであり、フランス、ドイツ、スウェーデン、イギリスなどに匹敵する。経済で最大の部分は第三次産業（サービス産業）の65.7%であり、続いて二次産業の31.4%である。一次産業は2.9%と少ない。

## 概要
最大の工業は電子産業の21.6%であり、機械、車両、製鋼などその他の重工業が21.1%、林業が13.1%、化学産業が10.9%である。フィンランドは多くの森林資源と淡水資源を持ち、幾らかの鉱物資源などが存在する。林業、製紙業、農業の分野に毎年20億ユーロ近くの補助金が支出されており、地方住民への配慮がなされている。ヘルシンキ都市圏はGDPのおおよそ3分の1を生産している。
2004年のOECD比較では、フィンランドの高技術産業はアイルランドについで第2位に位置づけされた。2000年代前半には、知識集約型サービスは国内では最小規模で低成長の分野である農業や低技術産業をアイルランドに継ぐ第2位の規模に位置づけた。フィンランドにおける投資資金の運用は低いとされた。総合的な短期の見通しはよく、EUの他国よりもGDPの成長は上回ると見込まれている。フィンランドはヨーロッパにおいてスウェーデン、デンマーク、英国に次ぐ第四の知識経済国であるとされる。2000年代後半以降は、次第にGDPの伸び率が低迷。2014年には、格付会社から過去10年間GDPの平均増加率がほぼゼロであったことを指摘されている。
フィンランドは世界経済に深く組み込まれており、国際貿易はGDPの3分の1を占める。EUとの貿易は総貿易量のうち60%に達している。貿易量の大きい国からドイツ、ロシア、スウェーデン、イギリス、アメリカ、オランダ、中国があげられる。通商政策はEUによって運営されており、フィンランドは農業を除けば伝統的に自由貿易の支持者と位置づけられている。フィンランドは北欧諸国において唯一のユーロ導入国になっている。

## 経済史
フィンランドは1860年代の大規模な飢饉のような経済の衝撃に弱い、相対的に貧しい国家として始まった。1930年代までのフィンランド経済は主に農業を中心としており、1950年代までその状況が続いた。人口の半分ほどが農業に従事し、生産の40%ほどが第一次産業に由来するものだった。

### 第二次大戦後

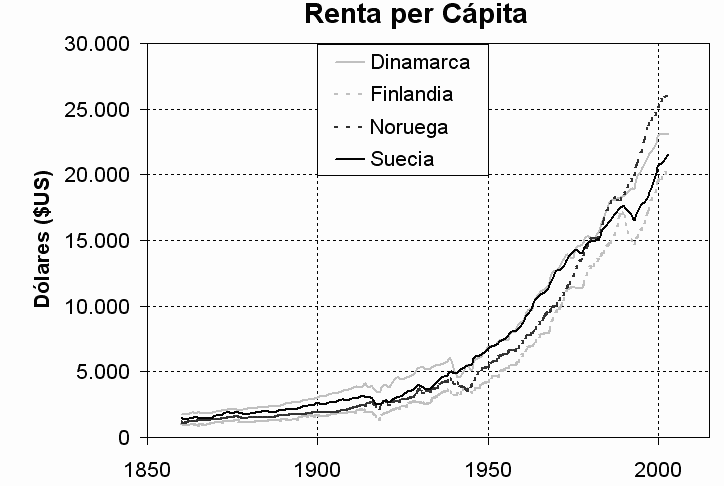
北欧諸国の一人当たりGDPの伸び

フランスと英国では国有化委員会が立ち上げられ、様々な産業が国有化されたが、フィンランドでは財産権に対する意識が強く、目立った国有化は行われなかった。保護貿易の試みの失敗の後、フィンランドは貿易の制限を緩め、1973年にはヨーロッパ共同体と自由貿易協定を締結した。これによって市場はより競争的になった。国内の教育市場は拡充し、米国や西欧諸国に留学に行くフィンランド人の数が増加し、先進的な技術を持ち帰った。癒着などの点から問題視はされていたものの、実利的精神から企業と国が共同で留学費用助成を広く行った。資本主義への支持は広範な立場から行われた。貯蓄率は1980年代まで世界の中での高水準の約8%だった。1970年代の初めにはフィンランドの一人当たりGDPは日本や英国に匹敵するようになった。フィンランドの経済発展は輸出主導のアジア諸国と多くの局面で似通っていた。
1991年、フィンランド経済は景気後退の溝に落ち込んだ。これは経済が過加熱したこと、自国内の市場に加えソ連やスウェーデンなどの重要な貿易相手国の市場が縮小したこと、他の貿易相手国の低成長、ソ連との求償貿易協定の消失などの要因の複合的な問題に由来している。株式市場と住宅価格は50%下落した。フィンランドの1980年代の成長は国債によって行われていたため、債務不履行が発生した。また、債務不履行は貯蓄貸付危機を招いた。GDPは13%下落し、失業率は統計上の完全雇用だったものが労働人口のおよそ5分の1にまで増加した。初期に提案された改革を労働組合がすべて反対したことによってさらに問題が広がった。政治家は支出を減らすために戦ったが、GDPの60% に公債は倍増した。破綻銀行の救出に総額で100億ユーロが使われ、これは金融部門の整理統合につながった。平価切下げの後、景気は1993年に底を打った。

### 自由化
他の北欧諸国のようにフィンランドは1980年代後期から経済規制を緩和した。金融と生産市場の規制緩和によって、国有企業の幾つかは売却され、幾つかの税金の比率があらためられた。しかしながら、デンマークとは違い、フィンランドは基本的所得税や負の所得税といった政策は導入しなかった。

### EU

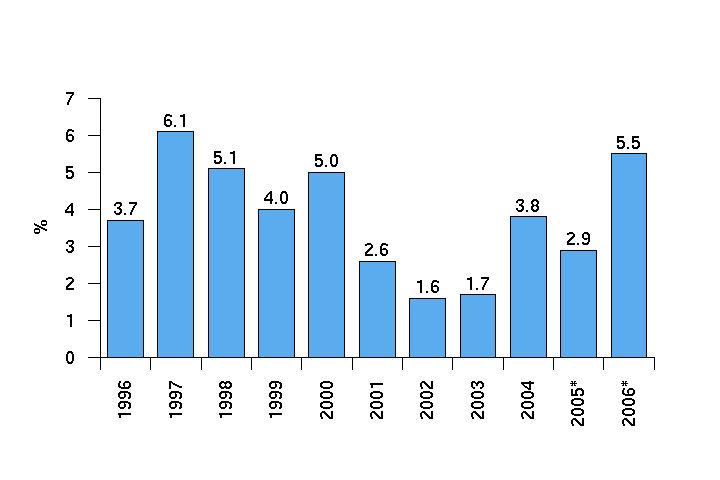
フィンランドのGDP成長率の変転（96-06）

フィンランドは1995年にEUに加盟した。フィンランドがユーロ圏に加入するまで、フィンランド銀行はインフレターゲットの政策を与えられた。欧州連合加盟以降、成長率はOECD諸国でも非常に高い位置にあり、フィンランドは多くの国家の指標で一位になった。
フィンランドは第3次欧州連合経済通貨統合に参加した11カ国の一つであり、1999年1月1日にユーロを国の通貨として導入した。ユーロ導入後、国家の通貨であったフィンランド・マルッカは通貨循環から外れ始め、2002年初めにユーロへと完全に置き換えられた。

## 国内総生産
2008年リーマン・ショック以降、隣国スウェーデンが経済成長しているのに対しフィンランド2014年度の実質生産量は2006年の水準で停滞している。
フィンランドはユーロを採用しており、独自の金融政策を採れない。コモディティバブルが崩壊したのは2012年の時であった。この時期には既にユーロ圏は不況に陥っており、ECBの政策金利は非常に低かった。
アレクサンデル・ストゥブはiPhoneがノキアの携帯電話を市場で打ち負かしたと述べたが、通常であれば自国通貨を減価しコストを削減することで対処できた話である。しかしフィンランドは共通通貨ユーロを使っているため、減価以外の方法でコストを削減しなければならない。企業としては賃金低下あるいはリストラでコスト削減を図る。結果として経済成長率や失業率が悪化する。
またフィンランド政府はユーロ圏の安定・成長協定に従わなければならないので、景気が悪い状況でも政府支出拡大ができない。ユーロという拘束衣(euro straitjacket)によってフィンランドの金融・財政政策が封じられている。

## 農林業

### 農業
フィンランドの気候と土地は農業に独特の問題を課している。フィンランドの国土は北緯60度から70度の範囲に位置しており、北端はアラスカに匹敵する。また、厳しい冬と農産物の成長期の短さがあり、成長期である夏も時には霜によって妨げられる。しかしながら、メキシコ湾流と北大西洋海流によって気候は柔らげられており、フィンランドは北緯60度から北における世界の耕作地の半分を持っている。年間の雨量は平均では十分であるが、降雨は冬に集中しており、夏の日照りが不断の脅威となっている。
気候への対応として、農家は早熟で、霜に耐性のある作物を取り入れており、夏に霜が降りても生産を確保するために南に面した斜面や豊かな低地で集中的に耕作している。多くの農地はもともと森や沼であったため、豊かな農業生産を求めるならば多くの土壌は石灰を鋤き込み、長年の養生を繰りかえして、酸性土壌の中性化を必要としていた。灌漑は一般的には必要が無いが、過剰な水を抜くためにしばしば排水施設が必要である。
歴史

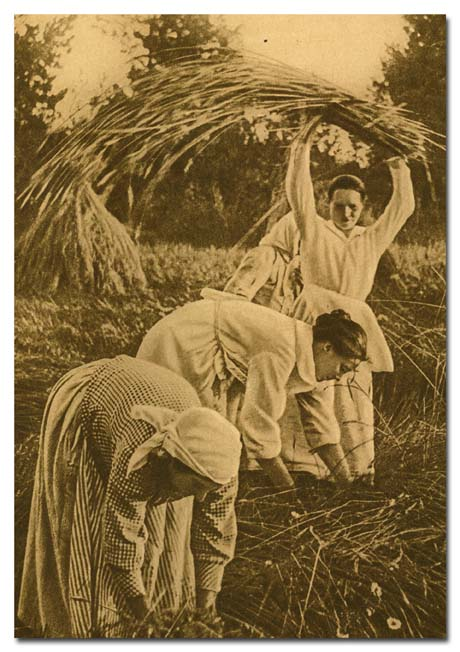
フィンランドでの収穫作業、1925年

19世紀後期までのフィンランドの地理的な孤立は国内の食料需要をまかなう為に多くの農業者が穀物の生産に集中する事を必要とした。秋には、農家はライ麦を植え、南部や中央では春には燕麦を、北部では大麦を植えた。また、少量の馬鈴薯、その他の根菜、豆類などを育てた。農業が必要であり、様々な作物を生産したにもかかわらず、農地の総面積は比較的小さかった。牛は夏は農場で牧草を食べさせ、冬には干草を餌にしていた。本質的にはフィンランド農業は自給自足であり、農業貿易には限定的に関わるのみであった。
この伝統的で自給自足的な生産形態は19世紀後半、ロシアやアメリカから安価な穀物が輸入され現地の穀物と事実上の競争になると急激に変化した。同時に、国内外で乳製品の需要が上昇し、低価格で輸入できる飼料が乳製品と肉の生産をより重要な産業に変えた。これらの市場状況の変化はフィンランドの農家が主食の生産から、肉と乳製品尾生産に転換するきっかけになり、1980年代に入るまでこの生産形態が続けられた。
1930年代には農業恐慌が起こり、政府は農業輸入への関税によってに国内での農業生産を奨励した。この政策によって農地面積は増大し、農業収入は他国に比べて急激な低下をしなかった。穀物輸入への障壁は混合農業への再転換を刺激し、1938年にはフィンランドの農家はおおよそ国内の穀物需要のおよそ90%を満たすことができていた。
冬戦争と継続戦争が原因となり、農業生産が落ち込んでいたが、特に農地の10分の1を含むカレリア近郊の領土をソ連に割譲したため、農業生産が大きく減った。不況と戦時の経験はフィンランドが未来に他国と対立したときに食糧不足を防ぐために安全で独立した食物供給をできる様に促した。
第二次大戦後

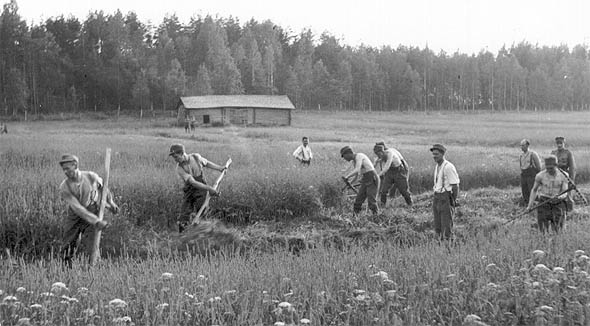
カレリア引き上げ農民の収穫作業、軍人が手伝った。

戦後、最初の挑戦はカレリア半島から追放された農家の再配置だった。多くの引き上げ農家には幾つかの建物とすでに農業が行われている土地や農場が与えられた。しかし、引き上げ農家の一部は「冷蔵農場」と称された農業が行われていない、穀物をまく前に排水や開拓が必要な土地で我慢することとなった。政府は大規模な開拓と排水作業を後援し、農業可能な土地を拡大させた。再配置と土地開拓の結果として、耕地は45万ヘクタール拡大し、1960年代には合計で240万ヘクタールになった。結果フィンランドは以前よりも広大な土地で農業をするようになり、これは同時期に工業化が進んだ国としては異例のことである。

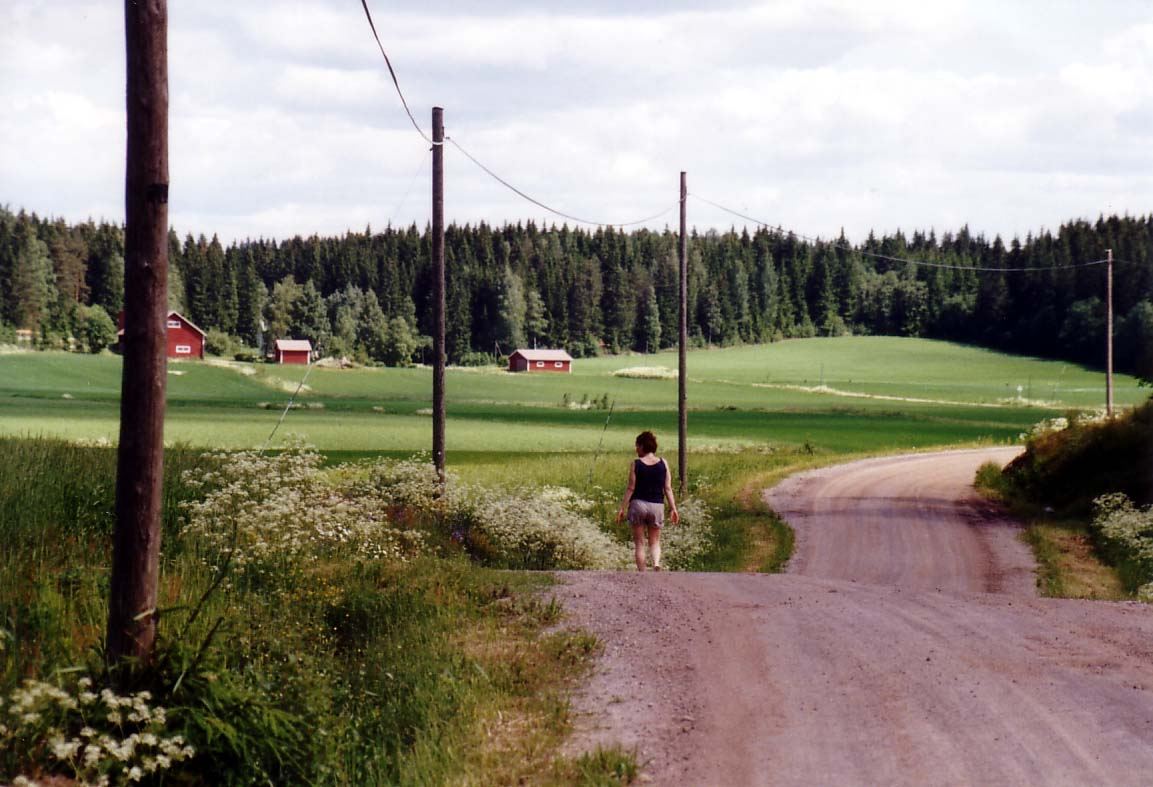
現在の田園風景

この拡大の時期、農家は現代的生産の手法を導入した。化学肥料、農薬、農業機械、優秀な種子などの現代的な手法の導入により、農業生産は鋭く増加した。しかし現代化により再び農業生産は石油や肥料の輸入といった海外からの供給に依存するようになってしまった。1950年代は農業に使うエネルギーの70%を国内で供給できていたが1984年には20%まで低下していた。1970年代早期の石油価格の上昇後、農家は再び薪のような地元で生産できるエネルギーに回帰した。多くの農家はトラクターを効率的に使用するには小さすぎ、これにより機械化は一定の水準に止まった。もう一つのフィンランド農業の弱点は定期補修が必要となる排水用開水路などを持つ多くの土地の存在であった。1980年代半ば、専門家は半分の耕地に改良した排水施設が必要であると見積もった。このとき、100万ヘクタールの農地が地下排水構造を持っており、農業当局はこれらの施設を他の地域にも導入することを助けるための助成をおこなった。このような生産の上での短所にもかかわらず、フィンランドの農業は少なくとも他のヨーロッパ諸国での農業と比較した場合、効率的で生産的であった。

### 林業
林業はフィンランドの経済において重要な役割を演じている。フィンランドは世界の主要な木材生産国であり、重要な木材加工市場に競争力のある価格で原木を供給している。農業のように、政府は林業に置いても森林政策、伐採制限、技術改善支援、長期計画の樹立などの森林を維持し木材加工業への木材供給の継続を請合うための主導的役割を担っている。

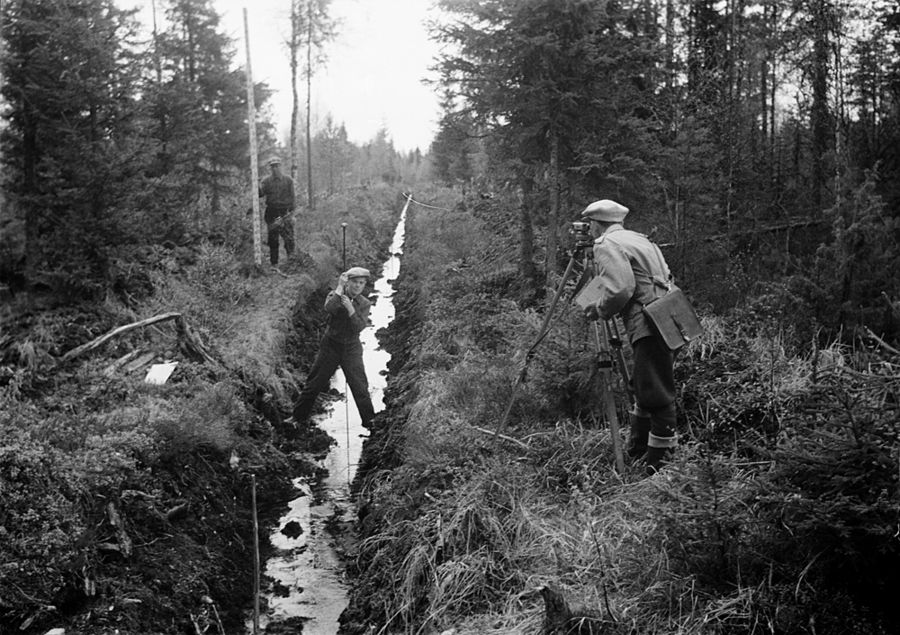
排水を行った森

フィンランドの湿潤な気候と岩交じりの土は木の生長に理想的である。木は北極圏の北の幾つかの地域を除いてフィンランドのいたるところに生えている。1980年には森林面積は合計で1980万ヘクタールあり、ヨーロッパの一人当たりの平均0.5ヘクタールを大きく上回る、一人当たり4ヘクタールの森林をもっていた。森林地帯の比率は地域ごとに様々である。中央湖高原と東部、北部の州では森は面積の80%近くを覆っている。一方、農業に向いている地域、特に南西では森は面積の50%〜60%程度である。主な商用種の木材であるマツ、エゾマツ、カバなどの原木は、製材所、パルプ工場、製紙工場に送られている。また、相当な量のヤマナラシやニワトコなどが生産される。
冬の豪雪と、水路網は製材所へ丸太を運ぶために利用された。伐採者は切り倒した丸太を雪原の上を道や水辺へ引きずって出荷した。南西では雪の上で丸太を動かせる日は年平均100日であったが、北部と東部ではこれらの日数は幾分長くなっている。フィンランドの湖と川のネットワークによって丸太を水に浮かばさせて運搬することができ、輸送コストが低く、素早い輸送として活用されている。春になると、作業員は丸太を浮かべて集積点まで流れを下り、複数本の束にまとめた。タグボートがそこから引き継いで、川をさらに下り湖を横切って加工所へ運んだ。水路網はフィンランドを広く覆っており、1980年代からは水路網のカバーできていない場所へ鉄道網を広げ、事実上国の保護林の全てを商業用として活用できるようにした。
林業と農業は緊密に繋がっている。20世紀の間、政府の土地再分配計画は個人による森林の所有を推進し、林野を多くの農家に割り当てた。1980年代には個人農家が国の森林の35%を占有しており、その他がの個人が27%、政府が24%、私企業が9％、地方自治体とその他の公的機関が5％を保有している。農家による林野の所有と、その他の個人によって所有される国内約35万地所の林野は森林面積の所有比率が最大で、産業が消費する木の75～80%が生産されている。国は北部の森林のような商用にむかない林野の多くを所有している。
農業と林業の関係は互助関係にある。農民は、森林の保護、伐採と木の売却の儲けによって収入を補うことができた。これにより単体では限界収益点にある農地が、持続可能となった。同時に、農業組合は地方において林道やその他の経済基盤を維持し、またこれらは森林作業のための雇用の場を提供した。事実、人口の希薄な地域では農業組合の支援がなければ、主要な森林地帯で集約的な伐採作業と再植林を継続する事は難しかった。
農林省は森林資源一覧化と造林学に基づいた計画の作成を実行している。調査によると、1945年から1970年代の間、森林労働員は森林の回復速度より速く木を伐採していた。にもかかわらず、1950年代早期から1981年にかけて、フィンランドは森林の総面積を約270万ヘクタール増やせており、40歳未満の若い木の森の増加は約320万ヘクタールに上った。1965年の初め、国は森林栽培、泥炭地や沼地での排水と植樹、育ちの遅い種から育ちの早い種への転換などを求めた計画を始めた。1980年代中ごろまでに、フィンランドは550万ヘクタールの土地を排水し、280万ヘクタールを土地改良し、3.6万ヘクタールで木の生育を行っていた。間引きの導入で商業的に有用な材木の割合を増加させ、改良された木の品種は生産力を最大30%近く引き上げた。

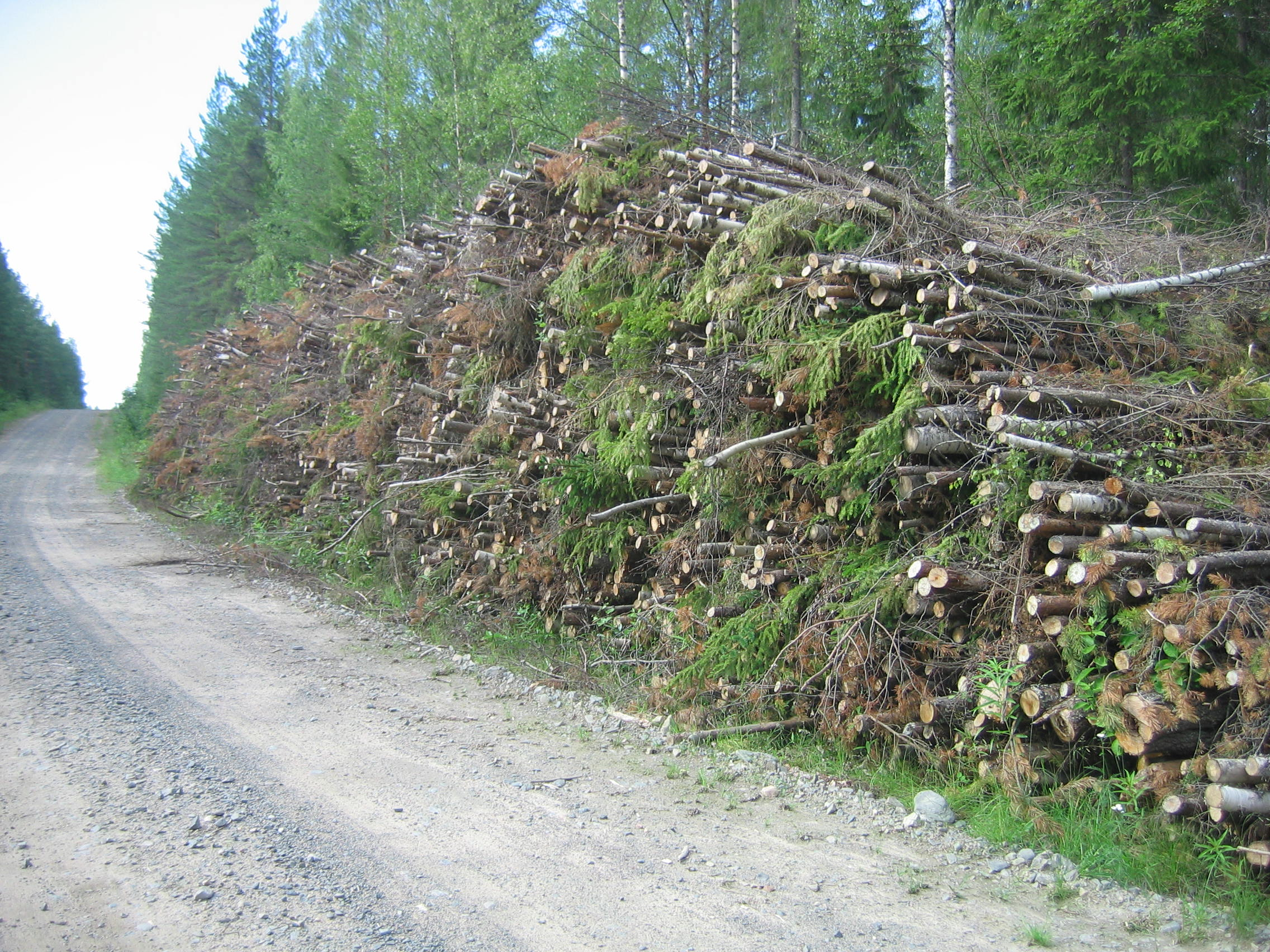
ウッドチップにするための木材

包括的な林学的計画は、フィンランド人が森林生産力の増加と若木の総数と種類を増やす事を同時に可能にした。1980年代半ば、フィンランドの森林は毎年約7000万立方メートルの新しい木を生産し、伐採を大きく上回っていた。戦後の期間、年間伐採数は120%増加し、約5000万立方メートルが切り倒されていた。燃料としての木材の消費は戦後直後から5分の1に減少し、これにより木材加工工業へ余剰となった木材が供給され、毎年4000万から4500万立方メートルが国内の木材加工に消費されるようになった。事実、産業需要が非常に大きいためフィンランドは毎年500万から600万立方メートルの木材の輸入を必要としていた。
林業における国の相対的な有利を維持するために、フィンランド当局は国の材木生産を生態上の限界まで上げるために動いた。1984年、政府は農林省によってまとめられた森林2000計画を発表した。この計画はレクリエーションやその他の利用のために森林を保護しつつ、森林産出量を毎年3%ずつ増加させる事を目標としていた。また、計画は民間所有の林野の平均面積の拡大、森林として使われる土地の増加、造林と間伐のさらなる推進などを提案していた。成功すれば、計画は20世紀末頃までに木材生産量をさらに3分の1増加させると見込まれていた。フィンランド当局は木製品や製紙業での世界市場におけるシェアを維持するためには、このような成長が不可欠であると信じている。

## 工業
1990年代から、数世紀にわたって大きな森林を当てにしていたフィンランドの工業は、伝統的工業の衰退に伴う国際化を通して電気産業とサービス産業が広範囲でより優位を占めるようになり始めた。外部委託の結果、多くの製造業は外国へ移動した。同時に、フィンランドに根を張る工業は大規模な研究開発活動とハイテク電子産業に集中している。

### 電子産業
フィンランドの電子産業と電子技術工業は研究開発への重点投資に頼っており、世界市場の自由化によってさらに加速している。電子産業技術は19世紀後半に現在ABBグループの傘下であるゴットフリート・ストームベルグによる発電機と電気モーターの生産から始まった。その他のInstru、ヴァイサラ、ネレス(Neles)などの企業は医療、気象技術、工業の自動化などの分野において成功した。

### 製鋼業

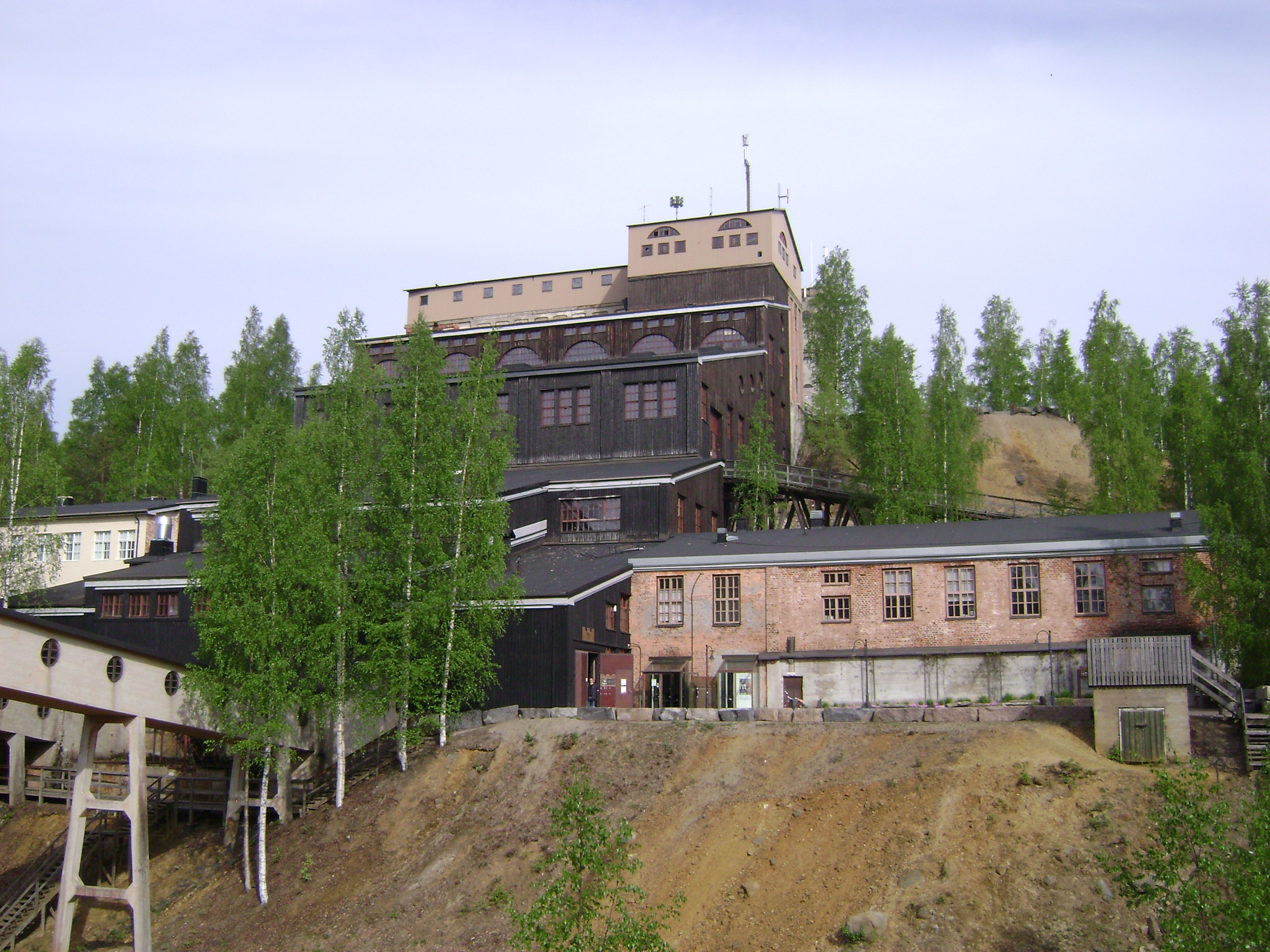
オウトクンプ社の古い鉱山

フィンランドは多量の鉱物資源を持っているが、大規模な鉱山の多くが閉鎖され、多くの原料品は輸入されている。この理由から、企業は金属の高付加価値加工集中しがちである。鉱業製品の輸出には鉄、銅、亜鉛、ニッケルのほか皮膜加工された鉄、溶接された銅管や鉄管、鍍金した鉄板のような完成品も含まれる。オウトクンプは銅やステンレス鋼を精製するフラッシュ製錬という過程を開発したことで知られている。

### 化学産業
化学産業はフィンランドの重要な工業分野の一つであり、ルーツは17世紀のタール生産にある。他の生産分野、特に林業や農業に使うための広大な範囲の生産を行っている。加えて、プラスチック、化学物質、塗料、石油精製、薬剤、環境生産、バイオ技術産業、石油化学製品などを生産している。バイオ技術はフィンランドで最も有望なハイテク分野の一つとみなされており、急速に成長している。

### エネルギー産業
フィンランドのエネルギー供給は原子力26%、純輸入20%、水力16%、生産分野の熱との複合19%、工業生産との複合13%、濃縮6%となっている。なお、原子力発電所は運営中4基、建設中1基、建設予定2基である
。フィンランドのエネルギー消費の半分が工業に使われており、5分の1がビルの空調、5分の1が輸送機関である。

## 企業

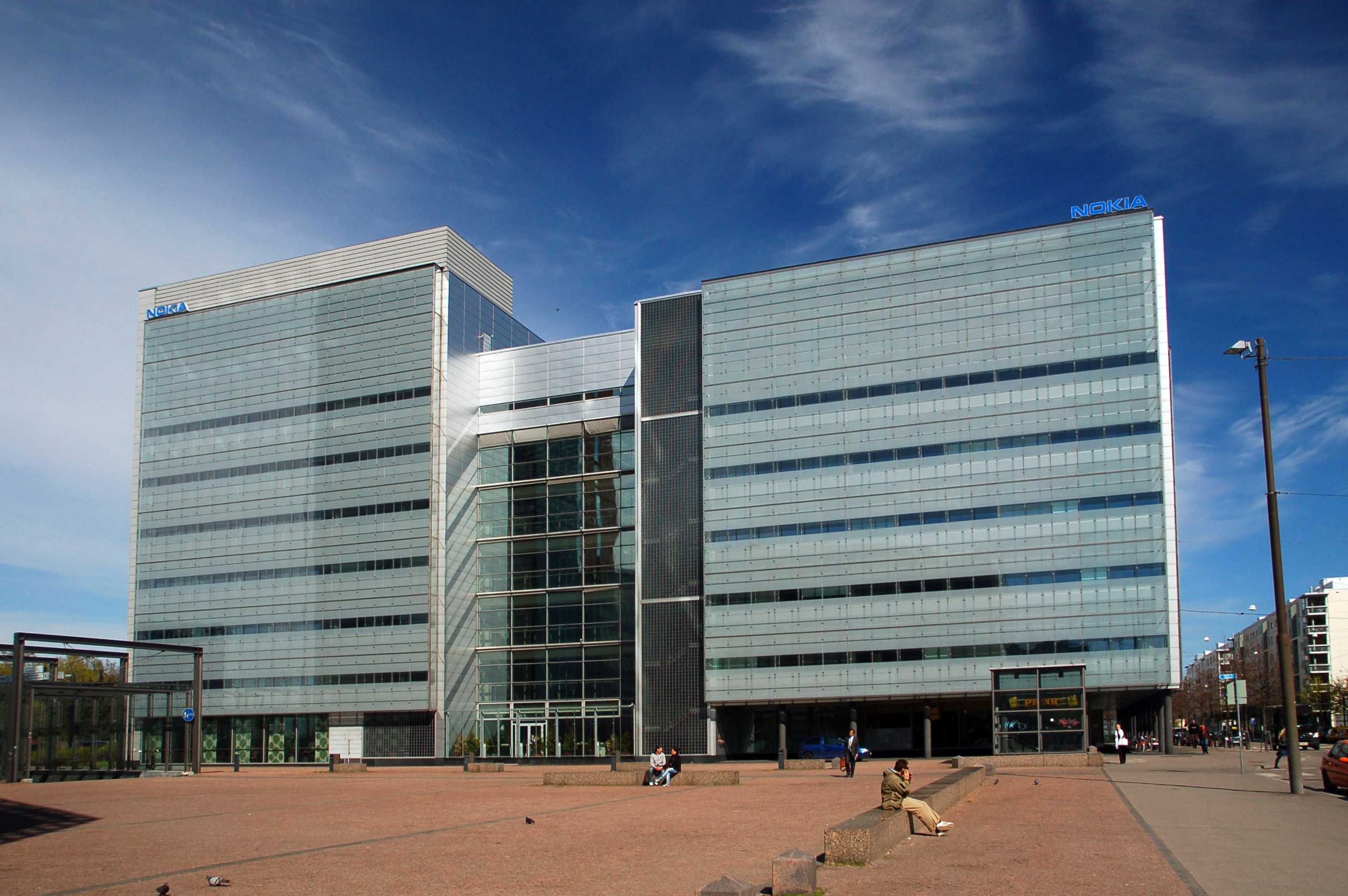
フィンランドの電子産業を引っ張るノキア

特筆すべきフィンランド企業の第一に挙げられるのはノキアである。ノキアは携帯電話市場のリーダーである。そのほかにも世界最大の製紙企業ストラ・エンソ、石油精製と販売のネステ・オイル、世界第三の製紙企業UPMキュンメネ、大規模な旅客船製造を行うアーカー・フィンヤーズ、エレベーターやエスカレータの製造のコネ、発電所や船舶用エンジンの生産者であるバルチラ、ヘルシンキ・ヴァンター国際空港を基地とする民間の国際航空会社フィンエアー、流通チェーンのケスコ、鉄鋼企業のオウトクンプなどが有名である。フィンランドは効率において英国に匹敵する洗練された金融市場を持っている にもかかわらず外国投資は他の欧州諸国に比べ高くなく、フィンランドにおける重要な外国籍企業にはABB、テラブス、カールスバーグ、シーメンスなどが含まれる。
ヘルシンキ株式市場で相場をつけられた株式の70-80%は外国登録法人に所有されている。大企業は歳入のほとんどを外国で得ており、彼らの雇い入れた労働者の多くが国外で働いている。株式の持合とその他の非競争的慣行は廃止され、趨勢はアングロサクソン式の法人管理に向かっている。しかしながらアメリカの50%、フランスの20%に比べると、フィンランドの国民はたった15%ほどが株式市場に投資するのみである。
2000年から2003年の間、初期段階のベンチャーキャピタル投資はアメリカの11.5%やEUの4%に対抗してGDPの8.5%にあたる程度の規模である。後期段階の投資はEUの中間ぐらいになっている。フィンランドにおける投資と他の計画は投資を引き付けることを試みている。2000年にはフィンランドからの対外直接投資は200億ユーロであり、フィンランドへの対内直接投資は70億ユーロであった。買収と合併はフィンランドでの商取引を国際化している。

## 家計の所得と支出

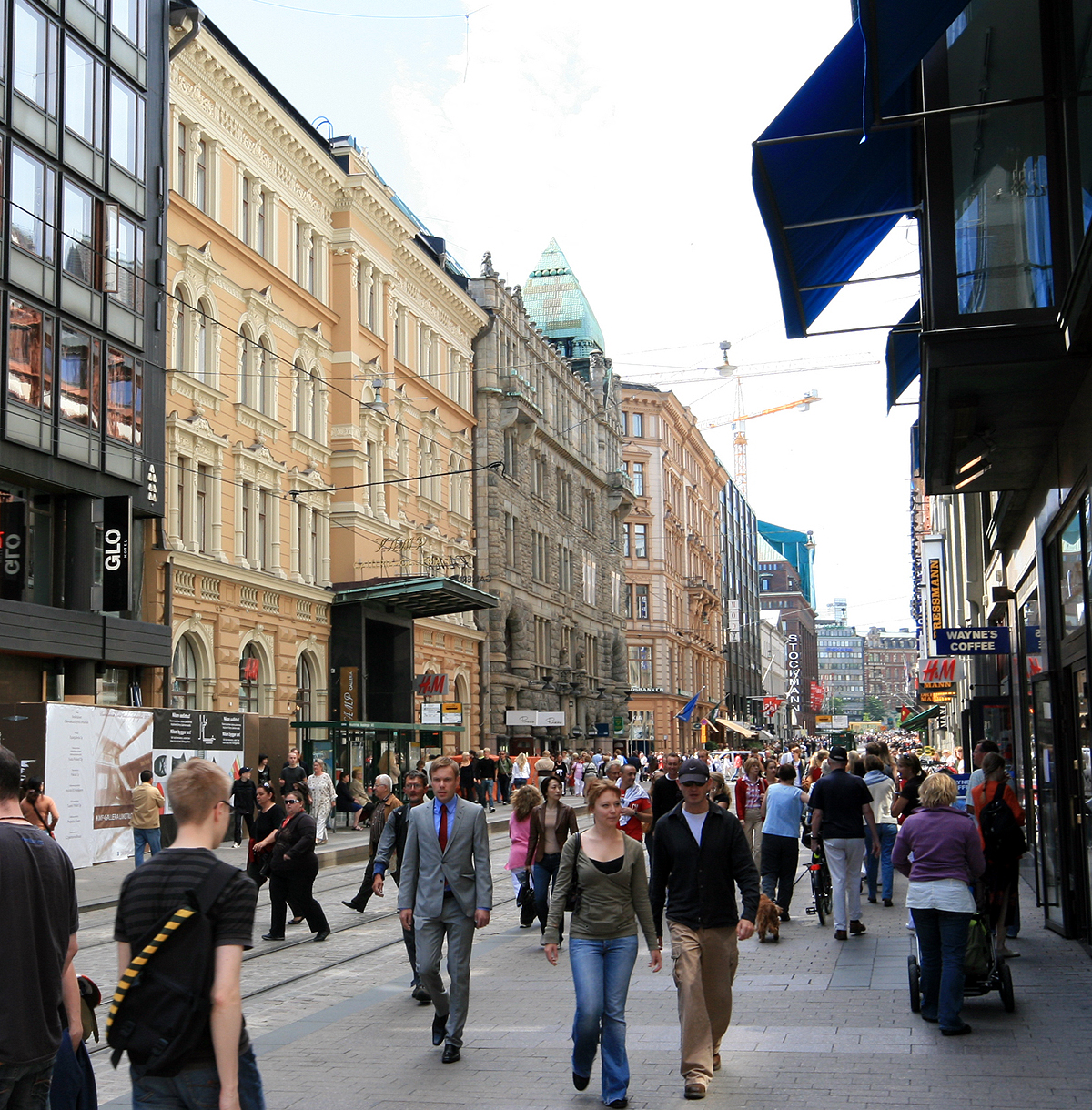
商業街アレクサンドル通り

フィンランドの収入はおおよそ180万の民間部門の労働者によって発生しており、労働価値と労働報酬の間に60%の中間税が入れられる前であった2007年の平均時給は25.1ユーロであった 。2003年の統計ではフィンランド在住者は同一の雇用主の下で平均10年働いており、平均で5つの職を経験しているとされる。62%は中小企業で働いている。女性雇用率は高く、職場での女性と男性の分離の進み具合はアメリカよりも高かった。1999年、パート労働者はOECD諸国でも最小級だった。
将来の負債は年金赤字に左右されている。スウェーデンとは違い、フィンランドでは年金の納付者は資金を投資に運用することができ、フィンランドの雇用主は年金基金を選択している。健康保険や他の保険などを除いた基金と年金の一部で比べても、年金基金の比率は西ヨーロッパ諸国の中でも非常に高い水準にある。2007年には国債の直接保持は32%に削減され、現在は44%になっている。2007年、世帯の貯蓄率の平均は-3.8%であり、年間収入の101％の借金を保有しており、ヨーロッパの典型的な水準にある。
OECDは「フィンランドでは他の豊かな工業国に比べ、ここ十年間で富裕層と低所得層の差がさらに広がった」と報告しており、「フィンランドは富裕層と中間所得層の収入の不均衡が大きくなった数少ない国のひとつ」としている。
2006年には、238万1500の世帯があり、平均人数は2.1人だった。40%あまりの世帯が一人暮らしであり、32%が二人暮らし、28%が3人よりも多くの人数で暮らしており、核家族化は進んでいるといえる。120万の可住の住居が存在し、平均居住空間は一人当たり38平方メートルであった。平均的な住居の資産価値は土地を除いて一平方メートル当たり1,187ユーロで、可住の土地の価格は一平方メートルあたり8.6ユーロであった。消費者のエネルギー価格はキロワット時あたり8-12ユーロセントであった。74%の世帯は車を持っており、250万台の車と40万台の自動車外車両が存在している。92%は携帯電話を持っており、58%は自宅からのブロードバンド接続が可能である。平均の合計世帯消費は20,000ユーロであり、支出のうち住宅への支払いが5,500ユーロ、交通関連に3,000ユーロ、アルコールを除いた飲食品は2,500ユーロ、遊行や文化関連費が2,000ユーロであった。上位のホワイトカラー世帯（409,653世帯）は27,456ユーロを消費しており、下位のホワイトカラー世帯（394,313世帯）は20,935ユーロ、ブルーカラー世帯（471,379世帯）は19,415ユーロを消費していた。

## 失業

フィンランドの失業率（1988-2006）

2008年初期には失業率は6.8%で、雇用率は69%であった。求職のための失業保障手当てはOECDの平均的な水準であった。労働管理局は求職者の職業訓練のため労働市場に資金を提供しており、時に職業指導も行う。援助される訓練は求職の範囲を拡大するための訓練である。スウェーデンと同じく、政府はしばしば諸外国、特にアングロサクソン国家に職業訓練プログラムを利用して「失業統計の掃除」をしていると告発されている。ロシア人やバルト三国から流入する労働者の増加のせいで仕事を見つけられず、売春婦などの性産業に従事するものも増加の一途を辿っている。2008年時点ではフィンランド国内に8000人もの売春婦が存在しているとする見方もあり、フィンランドの人々の間にロシア人やバルト三国人への憎悪が募っている。

## 公的政策
フィンランドの政治家はしばしば他の北欧諸国やノルディックモデルを模倣している。北欧は自由貿易が進んでおり、技能を持った移住者へは国を超えて割合友好的である。にもかかわらず、フィンランドへの移住はフィンランドの気候状態と、フィンランド語の難しさから比較的新しい現象である。商品取引での保護の水準は農産品を除いて低い。
経済環境のように、フィンランドの司法制度は効率的で効果的である。フィンランドは投資や自由貿易に広く開かれている。フィンランドは重い税負担があり、流動性に欠く労働市場を持つが、経済的自由では世界を見渡しても非常に高い水準にある。フィンランドは2008年の経済自由度指標では16位とされる。近年、フィンランドは一人当たり特許数の統計で世界の頂点に上り詰め、総合的な生産力は電気製品などの分野によって力強く成長した。製造業分野が繁栄している間、OECDはサービス分野の職業が政策の改革で大いに利益を得たと指摘している。2007年のIMD世界競争力年鑑ではフィンランドは17番目に競争力があり、ドイツに継ぐ順位であったが、北欧圏では最も低かった。世界経済フォーラムの報告では例年フィンランドを競争力のある国の上位に位置づけている。フィンランドはEUの中でも財政的に大きな責任をもつ国の一つである。

### 製品市場

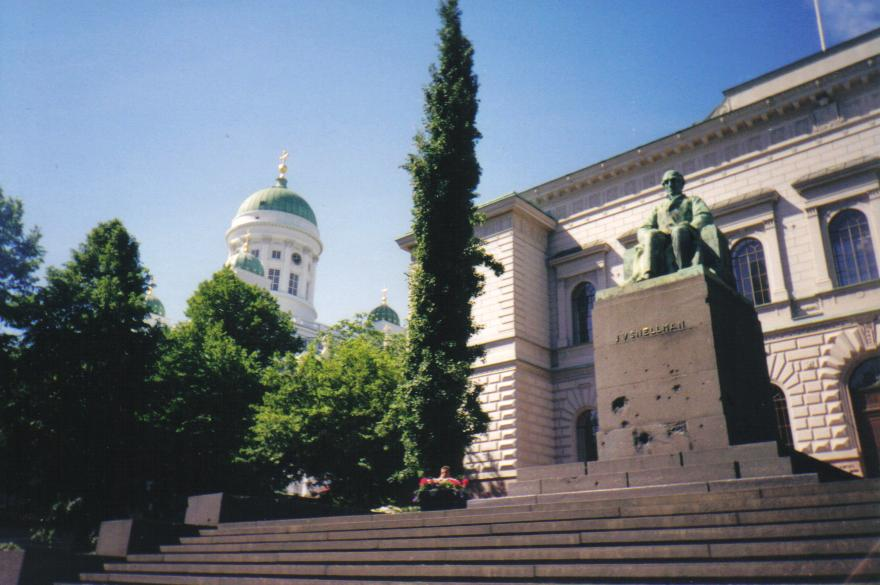
フィンランド銀行正面。ヨハン・ヴィルヘルム・スネルマンの像が前に立つ。

経済学者は成長は製品市場の改善に起因すると考えている。OECDによると、EU-15諸国のうち4カ国（イギリス、アイルランド、デンマーク、スウェーデン）のみが製品市場の規制が無く、金融市場の規制が無いのはデンマークたった1カ国だけであった。北欧諸国はヨーロッパにおけるエネルギー、郵政、その他の市場の自由化の先駆者であった。法体系は明白で、商取引の官僚的制度は多くの国と比べて少なかった。事実、商売の開始のためにかかる平均日数は14日とされており、世界平均の43日に勝っており、デンマークの平均日数の6日に比べても引けを取らない。財産権は非常に強く守られており、契約上の合意は厳密に守られる。フィンランドは腐敗認識指数では最も不正が少ない国の一つと評価されている。商取引実行容易性指数では第13位と評価されており、この調査は国際貿易(5位)、契約の実行(7位)、商売の停止の簡易性(5位)の優秀さを指摘し、例外として障害になるのは労働者の雇用(127位)と税の高さ(83位)と指摘している。

### 労働市場
OECDによると、フィンランドの労働市場は北欧でも最も流動性に乏しい。フィンランドは1970年代に製造業従事者に安定性をもたらす為に労働市場の規制を増やした。90年代デンマークは労働市場を自由化し、スウェーデンはより契約をより分散させるために動いた。ところが対照的に、フィンランドの商業連合は多くの改革を阻んだ。多くの職業では給与水準、休日の権利、年功水準を含めた雇用の共通条件を一部に含んだ包括的所得方針合意で産業全体との契約を行い法的に合意している。いくらかの人物は税率と同じく官僚的で、融通が利かないこれらの合意事項と労働市場が失業とゆがんだ相場を作る主な要因と考えている。労働市場の流動性の無さはより良い技術を獲得するための刺激のようなすばやい構造変化のための圧力を減らしているかも知れないが、フィンランドはすでに世界でも最も高い技術水準を味わっている。

## 税制
税は主に地方所得税、国家所得税、国の付加価値税、税関手数料、法人税、特別税などの形で徴収される。また、財産税もあるが、地方所得税が地方の税収支で最大である。課税は国や地方の官庁などによって行われており、個人の給料から所得税を徴収し、納税義務として発生する額と還付税や税金滞納後に徴収される税の額の間の差額が支払われている。地方所得税は一律課税で名目16-20%とされ、控除が適用されている。また、地方所得税は市や基礎自治体など地方自治体に直接支払われる。国家所得税は累進課税である。このため、国に対しては低収入な個人が税を払う必要はない。国は所得税で得られた税のいくらかを貧しい地方自治体の支援のために当てている。加えて、フィンランド福音ルター派教会とフィンランド正教会の国家教会はその会員からの徴税するための徴税制度故に統一されている。
中間所得層の労働者の労働報酬間差税は46%で、限界実行税率は非常に高い。付加価値税は22%で、多くの物品を対象としている。譲渡所得と法人税は26%であり、EUの中間的な税率である。固定資産税は低いが、家の買い手には不動産贈与税が発生し、アパートやマンションなどでは1.6%、個人住宅は4%の税がかかっている。アルコール飲料は別途徴税されており、高く設定されている。マッキンゼーは闇市場やセルフサービス文化によって課税が避けられているにもかかわらず、労働者は制限されたサービス供給と需要の中で400ユーロのサービスのために1600ユーロを支払っていると見積もっている。カールソン、ヨハンソン&ジョンソンの研究ではサービス供給側の儲けになる買い手の収入の割合は15%を少し超えており、ベルギーの10%、フランスの25%、スイスの40%、アメリカの50%と比較できる。減税は不況後に毎回政府の検討課題となり、総合的な税の負担はGDPの43%であるとされる。比較対象としては同じく北欧福祉型国家のスウェーデンの51%に近く、ドイツの34.7％、カナダの33.5%、アイルランドの30.5%に比べると高いといえる。
国や地方の政治家は国や地方の出費を減らすために苦労している。支出はGDPの51.7%であり、スウェーデンの56.6%、ドイツの46.9%に近く、カナダの39.3%、アイルランドの33.5%より多いことがうかがえる。多くの税は公務員の給料に使われ、その多くが生活のための仕事と、124,000人の国家公務員と430,000人の地方公務員に使われている。国民1000人当たり113人で労働人口の4分の1が公務員であり、1000人当たりでいうと米国の74人、ドイツの70人、日本の42人（おおよそ労働人口の8%）に比べ非常に大きいことがうかがえる。エコノミスト・インテリジェンス・ユニットの情報社会化のランキングではフィンランドは10位であり、1位デンマーク、2位スウェーデン、4位ノルウェーと比べると低いが世界でも社会の情報化が進んでいる国の一つであるといえる。早く寛大な退職計画は高い年金費の原因となっている。保健や教育への社会支出はおおよそOECDの中間程度である。社会の輸送もOECDの中間程度である。2001年、フィンランドの支出のうち海外調達率はスウェーデンに続いて西欧諸国でも最も高かった。私立病院で医療を受けるための私的な保険、現金預金を利用しているにもかかわらず、フィンランドの保健管理は西欧諸国と比べると最も官僚的運営であると言える。2007年から2008年にはより公平な市場を作るための幾つかの改革を行った。教育、児童保育所、老人ホームの市場競争はスウェーデンや他の西欧諸国と比べても最低クラスである。アルコール専売公社Alkoに残るように幾つかの公的専売品、専売会社があり、時折EUに抗議されている。二人の退職者があっても、一人の労働者しか雇われないという自然減によって雇用の数が減るという情勢が予想されている。

## 職業と収入
フィンランドの外需依存経済連続は世界市場に順応しており、また、それがフィンランド社会を変化させている。1940年代に始め第一次石油危機の1973年まで続いた世界的な好況は、フィンランドが世界経済に出会い、高く洗練され多角的な経済や職業構造を出現させる挑戦であった。幾つかの部門は公正に一定の労働力のシェアを保った。たとえば交通産業と、建築業は1950年と1985年の両方で雇用の7%、8％を占めており安定しており、製造業の雇用は22%から24%に若干あがったがほぼ横ばいである。一方で、商業とサービスの雇用のシェアは2倍以上に伸び、1985年で21%と28%になっている。最も変化したのは経済活動人口の雇用が衰退した農業と林業で、1950年には最大の50%だったものが1985年には10%にまで落ち込んでいる。農林業分野での雇用の削減は労働力の必要な他の分野の成長に雇用を提供した。
第二次世界大戦以降のフィンランドの流動性形態の研究は出国の重要性を確かめた。社会学者は農業を背景に持つ人々が他の西欧諸国に比べ他の職業のかなり大きな範囲に提供されていることを見つけた。フィンランドの1980年早期のデータは教育が必要ない職業の30%～40%が農家の子供であり、25%がより上位の職に就き、これはフランスの2倍から3倍程であり、隣国スウェーデンと比べても著しく高かったことを現している。フィンランドは他の北欧諸国と異なり、地方職からホワイトカラー職への世代間の変遷が直接的に近く、手工業を経なかった。
フィンランドの社会流動性の最も重要な要因を決めたのは教育だった。両親よりも高いレベルの教育を受けた子供は職業階層の上昇が可能になった。経済発展の求めを反映して、職業技能習得のために必要最小を超えて学校教育を受ける人の数は三倍四倍になった。しかしながら、いくらかの被教育者にとっては進んだ訓練や教育を手に入れることがより簡単であったため、農家やブルーカラー労働者の子供と比べ、ホワイトカラー労働者の子供はより多くの確率でホワイトカラー労働者になった。また、専門職のホワイトカラー労働者の子供は同じ職業階級に残る事がさらに多かった。
経済的変化はまた、収入の構造も変化させた。特に目立つ変化は賃金差別の減少である。進んだ経済によって生み出された富は戦後に作られた広範囲での所得協定のシステムを通して賃金労働者に分配された。組織部門の経済は経済成長率より大きいほどの給料の大幅な引き上げで受け取られた。結果として、ブルーカラー労働者の時間当たりの収入は低収入のホワイトカラー労働者の賃金により近くなり、他のグループとの関係から上位の中間層の収入は下降した。
職業階級間の標準的な家庭の収入の差異が減少する長期傾向は、1990年代に大きく変化した。フィンランドの歴史上初めて、フィンランドの収入格差が急激に広がった。この変化は中央から最も豊かな人々の収入の成長でさらに追い込まれた。